# 황호동

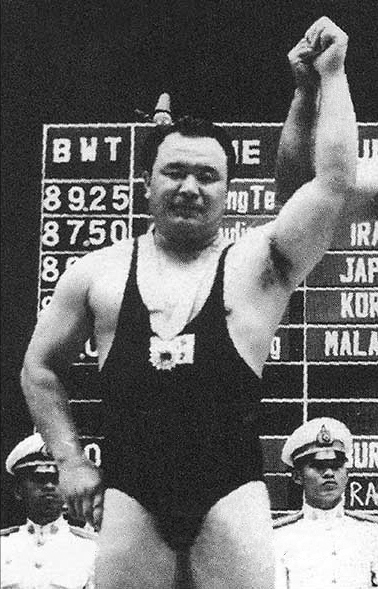

황호동(黃鎬東, 1936년 12월 25일 ~ 2010년 3월 18일)은 대한민국의 역도 선수이자 제9대 국회의원이다. 본관은 창원이며, 전라남도 강진군 출신이다.

## 생애
신민당 소속으로 대한민국 제9대 국회에서 전남 장흥군·강진군·영암군·완도군의 국회의원을 지냈다.
국회의원 재직 중인 1974년에 열린 테헤란 아시안 게임에서 역도 무제한급 은메달을 땄다.
2010년 3월 18일 오전 8시 지병으로 사망하였다. 향년 75세.

## 역대 선거 결과
|  | 44.4% |

|  | 28.64% |

|  | 14.70% |